# Fédération française des sciences de la cognition
 (février 2017).
 (novembre 2020).
La Fédération française des sciences de la cognition, dont le diminutif Fresco ne correspond pas à un acronyme, est une association loi de 1901 regroupant plusieurs associations françaises régionales en sciences cognitives, ainsi que des collectifs dont les actions concernent directement les sciences de la cognition.
Le rôle de la Fresco est d’entretenir la dynamique associative à l’échelle nationale, de donner une visibilité aux associations régionales et de faciliter le développement de projets inter-associatifs. Elle contribue également à la vulgarisation de contenus en sciences cognitives et à la création de contenus originaux.

## Histoire
L’ouverture, dans les années 1990, des premières formations en sciences cognitives en France aboutit à la création de plusieurs associations régionales d’étudiants et de jeunes chercheurs : l’Asco à Bordeaux en 1994, Estigma à Lyon en 1996, Ekos à Nancy en 1997 et Cognivence à Paris en 1998.
Rapidement, un réseau associatif se tisse à l’échelle nationale autour du projet du Colloque des jeunes chercheurs en sciences cognitives (CJC-SC), et l’idée de se rassembler au sein d’une fédération nationale apparaît.
C’est lors de la cinquième édition du CJC-SC que les représentants des associations régionales décident de fonder la Fresco, dont la création est rendue officielle lors de l'assemblée générale constitutive du 28 novembre 2003, sous l’impulsion d’un groupe d’étudiants en sciences cognitives : Marie Chagnoux (Cognivence), Mehdi Khamassi, Matthieu Lafon (Asco), Jean-Philippe Magué, Elsa Manghi (Cognivence), Karim N’Diaye (Cognivence), Sandra Nogry (Estigma) et Étienne Roesch (Estigma).
La Fresco, dans une volonté d'inclure toutes les catégories d'acteurs remplace le nom "Fédération française des étudiant·e·s et jeunes actif·ve·s en sciences de la cognition" par celui de "Fédération française des sciences de la cognition". Cette décision est approuvée par une assemblée générale extraordinaire le 5 mai 2021.
Les présidences de la FRESCO :
- 2025 : Nastasia Mirofle & Angelina Ripasarti
- 2024 : Matthieu Le Chanjour
- 2023 : Matthieu Le Chanjour
- 2022 : Rémi Claisse
- 2021 : Jean-Michel Dagba
- 2020 : Jean-Michel Dagba
- 2019 : Jean-Michel Dagba
- 2018 : Kevin Thomas
- 2017 : Charlélie Goldschmidt
- 2016 : Paul Ecoffet
- 2015 : Romain Rouyer
- 2013 : Auréliane Pajani
- 2011 : Charlie Madier
- 2008 : Chloé Lecomte
- 2007 : Barthélémy Durette
- 2006 : François-Xavier Pénicaud
- 2005 : Matthieu Lafon
- 2004 : Cyril Charron
- 2003 : Marie Chagnoux

## Activités

### Registre des alumni de sciences cognitives
Le Registre des alumni en sciences cognitives, devenu CogAlumni, est un registre national rassemblant les anciens étudiants en sciences cognitives. Ce projet vise à créer une vision d’ensemble des débouchés en sciences cognitives et à répertorier des contacts du milieu professionnel.

### Colloque des Jeunes Chercheurs en Sciences Cognitives (CJC-SCo)
Le Colloque des Jeunes Chercheurs en Sciences Cognitives (CJC-SCo)  est un événement permettant aux étudiants et jeunes chercheurs d’échanger autour de leurs travaux de recherche.

### Cogni'Quiz
Le Cogni’Quiz est un quiz interactif au cours duquel des trinômes répondent à des questions portant sur les sciences de la cognition, créées par des étudiants, professeurs, chercheurs ou jeunes actifs.

### Réseau Inter-SCités
Le Réseau d’Intervenants en Sciences de la Cognition Investis dans la Transmission entre Étudiants (Inter-SCités) est un programme d’échange entre associations membres de la Fresco.

### Week-End Associatif de Réflexion et d’Échange (WEARE)
Le Week-End Associatif de Réflexion et d’Échange (WEARE) est organisé une fois par an entre octobre et décembre et réunit les associations membres de la Fresco. Il a pour objectif de promouvoir le partage d’idées et l’entraide associative ainsi que la conception des projets nationaux.

### Week-End Printanier des Associations en Sciences de la Cognition (WEPASCO)
Le Week-End Printanier des Associations en Sciences de la Cognition (WEPASCO) est le week-end de passation de la Fresco, organisé une fois par an au début du printemps.

### Guide de l'étudiant en sciences cognitives
Le Guide de l’étudiant en sciences cognitives  est un document qui regroupe des informations sur les études en sciences cognitives en France. Le guide présente les formations, laboratoires et associations de sciences cognitives.

### Revue Perspectives
La revue interassociative Perspectives illustre les différentes interfaces entre les sciences cognitives et la société à travers des brèves, un dossier thématique et 6 rubriques : Enseignement, Études, Entreprise, Grand Public, Recherche et Technophiles.

### Salon des métiers en sciences cognitives
Le Salon de métiers est un évènement mensuel visant à présenter les débouchés des sciences cognitives et à faciliter l’insertion professionnelle des étudiants et diplômés. Plusieurs professionnels y sont invités afin de partager leurs expériences sous forme de conférences, ateliers ou encore d'interviews. 

### Forum des sciences cognitives
La Fresco est partenaire du Forum des sciences cognitives.
Il s’agit du rassemblement national annuel des étudiants et professionnels en sciences cognitives de France, aujourd’hui également tourné vers le grand public, et organisé chaque année à Paris par l'association Cognivence.

### Cerveaurium
InCOGnu, Les Chemins Buissonniers et la Fresco sont partenaires du Cerveaurium.
Il s’agit d’une expérience immersive permettant de visualiser l'activité cérébrale d'une personne sous forme d'animations et de sons, projetés en temps réel sur un écran hémisphérique.

## Associations membres

### Apprendre et former avec les sciences cognitives
Apprendre et former avec les sciences cognitives (AFSC) est une association impliquée dans le domaine des sciences cognitives de l’apprentissage.

### Ascœrgo
Ascœrgo est l'association des étudiants en sciences cognitives et ergonomie de Bordeaux (anciennement Asco).

### Brainbow
Brainbow est l'association toulousaine qui a pour objectif de divulguer des connaissances théoriques et pratiques en neurosciences et en éthologie.

### CASC
CASC est l'association des étudiants et chercheurs en sciences cognitives de Lille.

### Cog'Innov
Cog'Innov est un partenaire de médiation pour les acteurs de la recherche en sciences cognitives.

### CogLab NeuroTechX Paris
Le CogLab, initialement un projet de la FRESCO et devenue association en 2017, regroupe hackers, passionnés et experts pour stimuler l’intelligence collective et la mise en œuvre de projets collaboratifs, DIY et open-source autour des sciences de la cognition.

### Cogni'Junior
Cogni'Junior est une association à but non-lucratif de vulgarisation des Sciences de la Cognition à destination des enfants.

### Cognivence
Cognivence est l'association des étudiants et jeunes chercheurs en sciences cognitives d'Ile-de-France.

### Doctoneuro
Doctoneuro est l'association des doctorants et étudiants en master de neurosciences de Strasbourg.

### Ekos
Ekos est l'association étudiante représentant le parcours Cognition et Langage de l’Institut des sciences du Digital, Management et Cognition à Nancy.

### ÉPhiScience
ÉPhiScience est un collectif de médiation entre le monde de la recherche et de l'éducation.

### Estigma
Estigma est l'association des étudiants et jeunes chercheurs en Sciences Cognitives de Lyon.

### i2c
i2c est la Junior-Entreprise de l’École Nationale Supérieure de Cognitique (ENSC) à Bordeaux.

### InCOGnu
InCOGnu est l'association des étudiants et jeunes chercheurs en sciences cognitives de Toulouse.

### Neuronautes
Neuronautes est l'association des étudiants en Neurosciences de l'Université Aix-Marseille (anciennement Escape).